# 제이미 매클래런
제이미 매클래런(영어: Jamie Maclaren, 1993년 7월 29일 ~ )은 오스트레일리아의 축구 선수이다. 포지션은 공격수이며 현재 A리그의 멜버른 시티 FC 소속이다.

## 클럽 경력
제이미 메클래런은 지역에 있던 선버리 FC에서 축구를 처음 시작했다. 매클레런은 이후 그린 굴리 SC에서 축구를 했다. 2009년 7월에는 잉글랜드의 블랙번 로버스 FC에 입단테스트를 했고, 여기서 통과해 블랙번의 유소년팀에서 활동했다. 하지만 블랙번의 1군팀으로는 승격되지 못했으며 2012-13시즌 이후 팀에서 나오게 되었다.
2013-14시즌을 앞두고 매클래런은 A리그의 퍼스 글로리와 계약했다. 매클레런은 이후 애들레이드 유나이티드와의 경기에서 프로 데뷔전을 치렀다. 2013년 10월 27일 멜버른 시티와의 경기에서 프로 데뷔골을 기록했다. 2013-14시즌에 매클레런은 18경기 2골을 기록했다. 매클레런은 2014-15시즌 더 나은 모습을 보여주었으며 23경기 10골을 기록했다.
2015-16시즌을 앞두고 매클래런은 브리즈번 로어에 입단했다. 2015년 10월 8일 웨스턴 시드니 원더러스와의 경기에서 브리즈번 소속으로 첫 경기를 치렀으며 매클래런은 이 경기에서 두 골을 기록했다. 이후 친청팀인 퍼스 글로리와의 경기에서 통산 50번째 출전을 달성했다.
2017-18시즌을 앞두고 독일의 SV 다름슈타트 98로 이적했다. 2017년 8월 4일 1. FC 카이저슬라우테른과의 경기에서 독일 무대 첫 경기를 치렀다.
2018년 1월 더 많은 출전 기회를 얻기 위해 스코틀랜드 프리미어십의 하이버니언 FC로 임대 이적했다. 2018년 1월 24일 던디 FC와의 경기에서 스코틀랜드 무대 첫 경기를 치렀다. 2월 3일 레인저스 FC와의 경기에서 스코틀랜드 무대 데뷔골을 기록했다. 2018-19시즌에도 하이버니언에 임대되는 것이 확정되었다.
2019년 1월, 매클래런은 하이버니언과의 임대를 중단했으며 A리그의 멜버른 시티로 이적했다. 2019년 2월 9일에 열린 애들레이드 유나이티드와의 경기에서 멜버른 입단 이후 첫 경기를 치렀으며 이 경기에서 멜버른 입단 이후 첫 골을 기록했다. 매클레런은 반 시즌 동안 9경기에 출전해 5골을 기록했다. 멜버른에서의 2번째 시즌이었던 2019-20시즌에는 모든 대회에서 도합 28경기 출전 28골을 넣는 경이적인 활약을 보여주었으며 자신의 2번째 A리그 골든 부츠를 수상했다.

## 국가대표팀 경력
매클래런은 아버지의 혈통 때문에 스코틀랜드 대표팀에 선발될 수도 있었으며, 실제로 2011년에 스코틀랜드 U-19 축구 국가대표팀에 선발되어 2경기를 뛰기도 했다. 이후에는 오스트레일리아 대표팀을 선택했으며 오스트레일리아 U-20 축구 국가대표팀에 선발되어 2013년 FIFA U-20 월드컵에 참여하기도 했다.
2016년 AFC U-23 축구 선수권 대회 예선을 위한 오스트레일리아 U-23 축구 국가대표팀에 차출되었으며, 홍콩과의 경기에서 해트트릭, 미얀마와의 경기에서 멀티골을 기록했다. 그 성과로 이 대회 본선 멤버로 선발되었으며 조별리그 베트남 U-23 축구 국가대표팀과의 경기에서 득점을 올리기도 했다.
2016년, 매클래런은 자신이 앞으로 스코틀랜드 축구 국가대표팀 대신 오스트레일리아 축구 국가대표팀에서 뛰기로 결정했다고 발표했다. 2016년 5월 잉글랜드 축구 국가대표팀과의 친선경기를 앞두고 처음으로 오스트레일리아 대표팀에 선발되었다.
2017년에는 다름슈타트에서의 출전 시간 부족을 이유로 대표팀과 멀어졌지만, 스코틀랜드 이적 이후 대표팀에 돌아왔으며 2018년 FIFA 월드컵에 참여하는 오스트레일리아 대표팀 최종 명단에 포함되었다.
2019년 AFC 아시안컵에 참여하는 오스트레일리아 축구 국가대표팀 최종 명단에 포함되었으며, 대회 조별리그 2차전인 팔레스타인 축구 국가대표팀과의 경기에서 국가대표 데뷔골을 기록했다.

## 수상

### 개인
- A리그 Young Footballer of the year: 2015-16, 2016-17
- PFA A리그 팀 오브 더 시즌: 2015-16
- A리그 골든 부츠: 2016-17, 2019-20